# Metässaari
Metässaari är en ö i Finland. Den ligger i sjön Vahvajärvi och i kommunen Hirvensalmi i den ekonomiska regionen  S:t Michel och landskapet Södra Savolax, i den södra delen av landet, 190 km nordost om huvudstaden Helsingfors. Öns area är 34,2 hektar och dess största längd är 1,4 kilometer i nord-sydlig riktning.